# راندي ويبر (متزلج قفز)
راندي ويبر (بالإنجليزية: Randy Weber)‏ هو متزلج قفز أمريكي، ولد في 22 مايو 1977 في ستيمبوت سبرينغز في الولايات المتحدة.

## وصلات خارجية
- راندي ويبر على موقع الاتحاد الدولي للتزلج (القفز التزلجي) (الإنجليزية)
- راندي ويبر على موقع اللجنة الأولمبية الدولية (الإنجليزية)
- راندي ويبر على موقع أوليمبيديا (الإنجليزية)